# حصار هاليكارناسوس
وقع حصار هاليكارناسوس في عام 334 ق م بين الإسكندر الأكبر والإمبراطورية الإخمينية. ظل الإسكندر، الذي لم يمتلك حينها أي أسطول بحري، تحت تهديد سلاح البحرية الفارسي. وقد استمرت البحرية الفارسية في محاولة استفزاز الإسكندر لجذبه إلى الاشتباك معها، لكنه رفض الانجذاب والرد على كل هذه الاستفزازات. وفي النهاية، أبحر الأسطول الفارسي نحو هاليكارناسوس، لتنظيم دفاعات جديدة فيها. كانت آدا الكارية en، وهي الملكة السابقة للمدينة، قد أزيحت عن عرش المدينة من قبل أخيها الأصغر پيكسوداروس الكاري en. وعندما مات أخوها قام داريوش بتعيين أورونتوباتen كسطراف على كاريا، فكانت المدينة ضمن نطاق سلطته. ومع اقتراب الإسكندر في عام 334 ق م، قامت آدا التي كانت تحتل قلعة أليندا، بتسليم القلعة له طواعية.
تخندق أورونتوبات و ممنون الرودوي داخل حصون هاليكارناسوس. وأرسل الإسكندر العيون والجواسيس للتخادن مع المتآمرين داخل المدينة، الذين وعدوا بأن يفتحوا البوابات ليسمحوا بدخول الإسكندر وجيشه. إلا أن المتآمرين لم يُعثر عليهم مع قدوم الجواسيس. فدارت معركة صغيرة، حول المدينة، تمكن الإسكندر خلالها من اختراق أسوار المدينة. إلا أن ممنون، تمكن من نشر أسلحة المنجنيق، فتراجع الإسكندر بجيشه. ثم نشر ممنون مشاته، وقبل أن يوشك الإسكندر أن يُمنى بأولى هزائمه، نجح جنوده بأن يخترقوا أسوار المدينة مرة أخرى، ويفاجئوا القوات الفارسية ويقتلوا أورونتوبات. وبعد أن أدرك ممنون، سقوط المدينة، أضرم النار فيها وسحب قوّاته منها، فتسببت رياح قوية بأن تتدمر أجزاء كبيرة من المدينة.
ولى الإسكندر حكومة كاريا إلى آدا، وهي بدورها قامت بتبني الإسكندر رسمياً كابن لها، لتؤكّد على الانتقال التلقائي غير المشروط لحكومة كاريا إلى الإسكندر عند موتها. وخلال فترة سطرافية زوجها، أحب سكان كاريا الملكة آدا. وبتعيين آدا، التي شعرت براحة نحو الإسكندر، على عرش كاريا، ضمن أن تبقى حكومة كارية وسكانها موالين للإسكندر.